# Franz Grillparzer

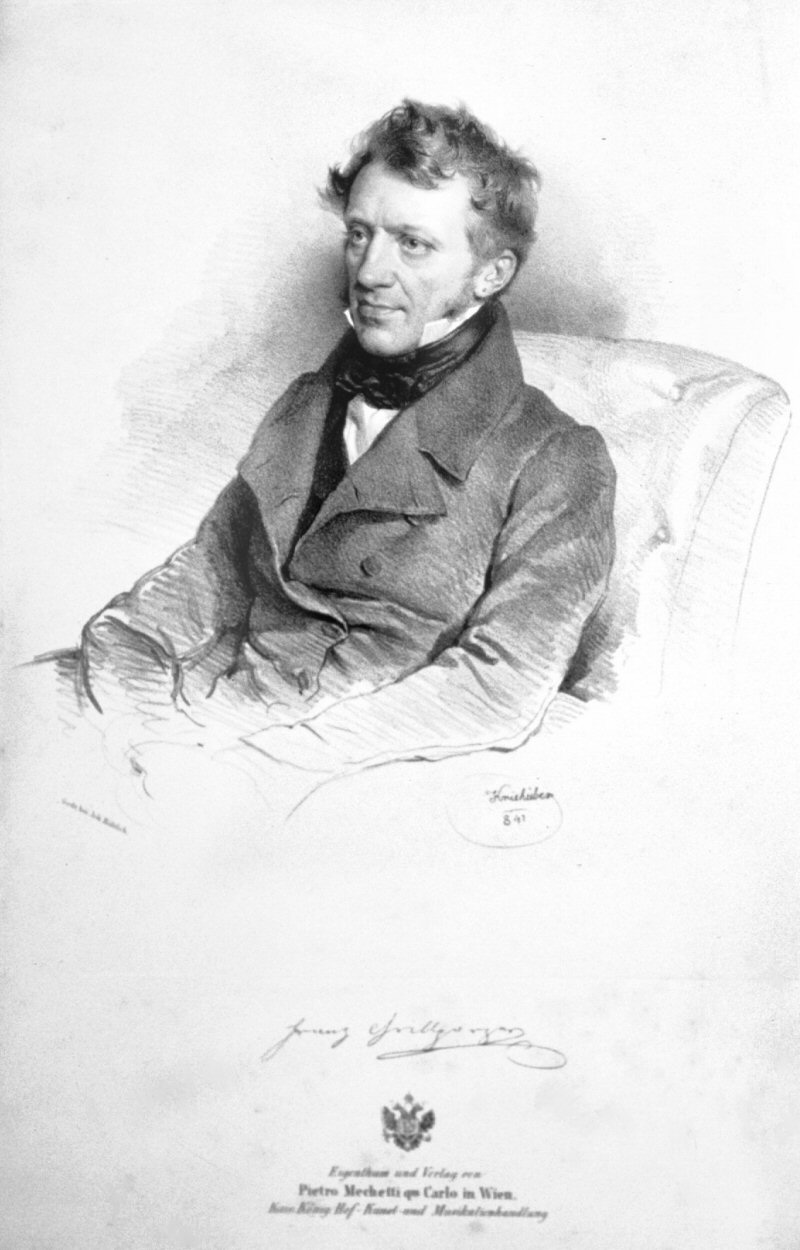
Franz Grillparzer, Lithographie von Joseph Kriehuber, 1841

Franz Seraphicus Grillparzer (* 15. Jänner 1791 in Wien; † 21. Jänner 1872 ebenda) war ein österreichischer Schriftsteller, der vor allem als Dramatiker hervorgetreten ist. Aufgrund der identitätsstiftenden Verwendung seiner Werke, vor allem nach 1945, wird er auch als österreichischer Nationaldichter bezeichnet.

## Leben

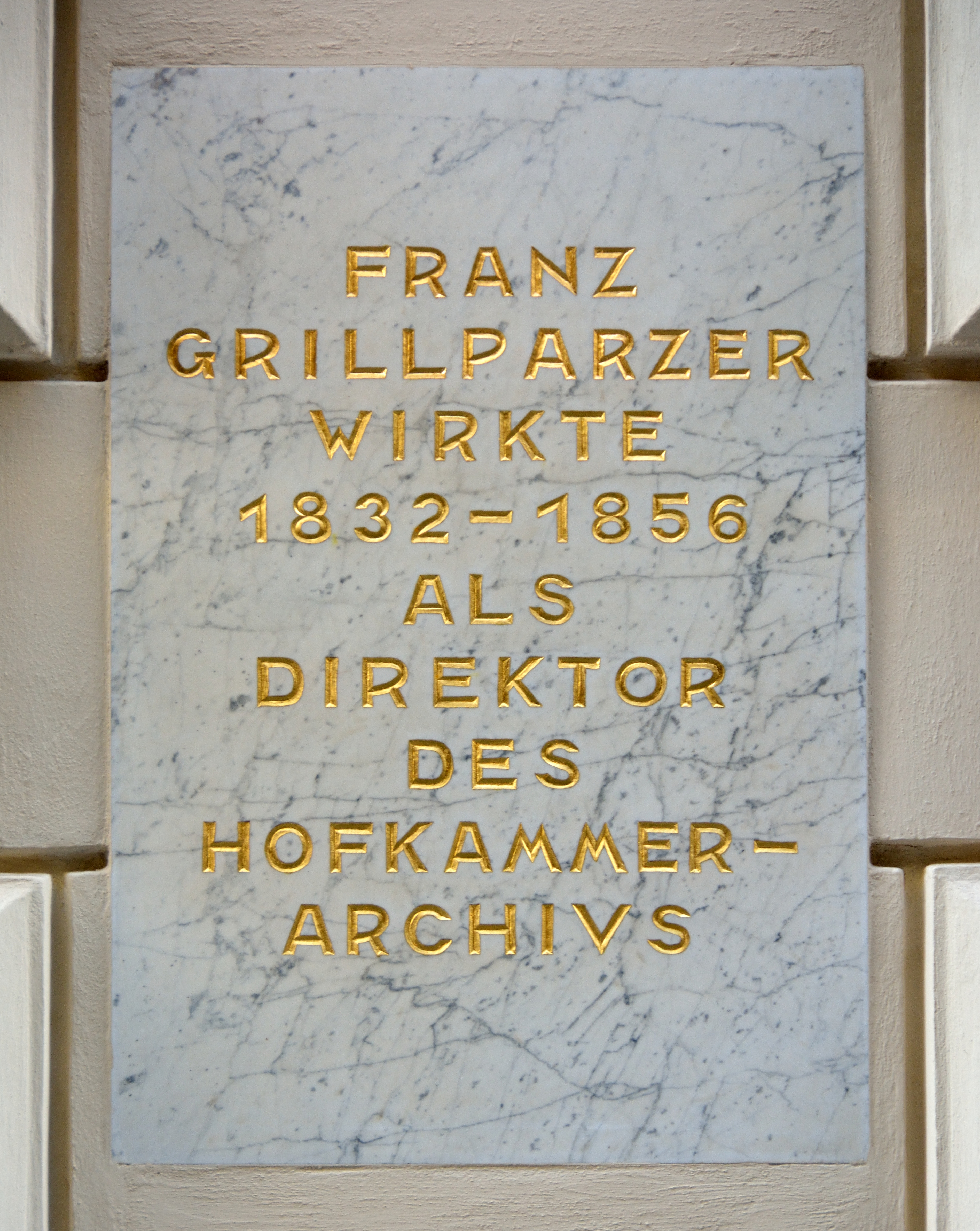
Inschrift am ehemaligen Hofkammerarchiv und jetzigen Literaturmuseum der Österreichischen Nationalbibliothek in der Johannesgasse 6

Franz Grillparzer wurde als Sohn der Anna Franziska Sonnleithner (1767–1819), Tochter des Christoph Sonnleithner, und des Rechtsanwalts Wenzel E. J. Grillparzer (1760–1809) geboren. (Zum Nachnamen siehe Parz.)
Er wuchs mit seinen hoch verschuldeten Eltern und den Geschwistern in Wien in einem feudalen Haus am Bauernmarkt auf. 1805 war der Vater „Hof- und Gerichts-, auch Hofkriegsadvokat“ und wohnte in der Grünangergasse Konskr. Nr. 888.
Franz Grillparzer studierte an der Universität Wien die Rechte. Nach dem Studienabschluss 1811 war er zunächst Privatlehrer, dann Beamter und trat 1813 als Konzeptspraktikant bei der k. k. Hofkammer in den österreichischen Staatsdienst. 1821 bewarb er sich erfolglos um die Stelle des Skriptors in der kaiserlichen Privatbibliothek. Er wurde 1821 ins Finanzministerium versetzt. 1832 wurde er Archivdirektor bei der k. k. Hofkammer, dem späteren Finanzministerium. Diese Stelle bekleidete er, bis er 1856 in den Ruhestand trat.
Seine Bildungsjahre fielen in die Zeit der Französischen Revolution und die Napoleonische Epoche, deren Wirkungen selbst von Österreich umso weniger fernzuhalten waren, als damals die Traditionen des Josephinismus noch fortlebten. Grillparzer war mit seinem Drang des Schaffens und poetischen Bildens in einer zwiespältigen Situation, da er dem Konservatismus zuneigte und doch den geistigen Druck, die gewaltsame Bildungsreaktion unter der Regierung Franz’ I. bemerkte. Diese nahm einerseits die geistigen Errungenschaften des Sturm und Drang und der klassischen Literatur auf, andererseits wurde jeder Konflikt mit dem in Österreich herrschenden System und der herrschenden Lebensanschauung vermieden.
Er traf im Laufe seines Lebens mehrfach mit Ludwig van Beethoven zusammen. Für diesen schrieb er 1823 das Opernlibretto Melusine, das der Komponist jedoch nicht vertonte. Seine Erinnerungen an Beethoven gehören zu den wichtigen Quellen der Beethoven-Biographik. Im März 1827 verfasste er auf Bitten von Anton Schindler auch die Trauerrede für Beethoven, welche der Schauspieler Heinrich Anschütz bei der Beisetzung vortrug.
Grillparzer, der selbst komponierte, dachte zeit seines Lebens intensiv über Musik nach. In seinen Tagebüchern und Aufzeichnungen finden sich nicht nur zahlreiche Ansätze zu einer eigenen – auf eigenwillige Weise klassizistischen – Musikästhetik, in der die großen Komponisten seiner Zeit (wie Gioachino Rossini, Carl Maria von Weber, Giacomo Meyerbeer, Richard Wagner und Franz Liszt) wichtige Rollen zugewiesen bekommen; es finden sich hier auch zahlreiche Versuche, das Wesen des Dichterischen über das Medium der Musik begrifflich zu präzisieren. In dieser Hinsicht ist seine Novelle Der arme Spielmann zugleich ein Schlüsseltext der Musikästhetik des 19. Jahrhunderts.

## Künstlerisches Schaffen

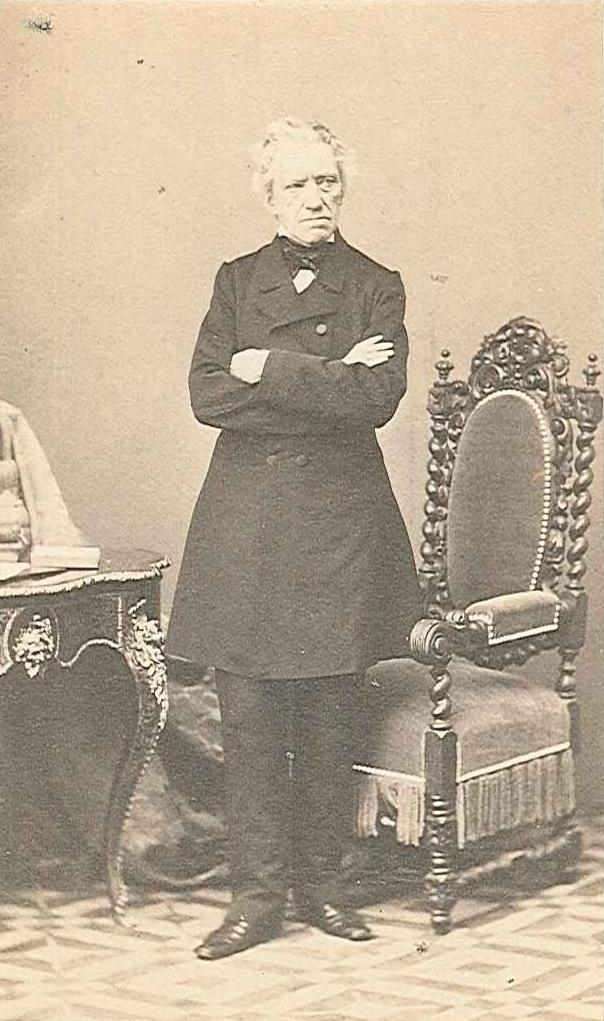
Franz Grillparzer, Fotografie von Ludwig Angerer

Grillparzers Werk und Leben sind Inbegriff der altösterreichischen Problematik zwischen Vereinigung von leidenschaftlicher Phantasie und menschenscheuem Raunzertum, von Traumgewalt und Wirklichkeitsangst beziehungsweise Opposition und Konservatismus. Er litt am Regime des österreichischen Staatskanzlers Metternich und fürchtete zugleich die Revolution. Er wollte die buntscheckige Habsburgermonarchie mit ihrer unbestechlichen Bürokratie bewahren und ahnte den aufkommenden Nationalismus. Er erkannte die Brüchigkeit des Staatssystems, schätzte aber den jahrhundertealten habsburgischen Grundsatz „Leben und leben lassen!“.
Grillparzers poetische Anfänge wurden beeinflusst von der Romantik (die ihm die bleibende Vorliebe für die spanischen Dramatiker einprägte) und von der vorübergehenden Irrung der Schicksalstragik, der er in der Ahnfrau sein Opfer brachte. Von diesen Einflüssen konnte er sich verhältnismäßig rasch emanzipieren, nicht aber von den Verhältnissen und dem Bildungszustand seiner Heimat.
Zunächst war es eine bedeutende Tat schöpferischer Kraft und Selbstständigkeit, dass der Dichter seiner 1817 mit außerordentlichem Erfolg aufgeführten Schicksalstragödie Die Ahnfrau, welche alsbald über alle deutschen Bühnen ging, 1818 ein so völlig verschiedenes Werk wie Sappho folgen zu lassen vermochte. In der Sappho (Wien 1819) stellte er sich zuerst auf den Boden des rein Menschlichen, wie er es verstand und auffasste. Unverkennbar lag in seiner Auffassung ein quietistisches Moment: Wer den Boden der gegebenen möglichst einfachen Verhältnisse verlässt, den Kreis der nächsten Pflicht überschreitet, der verfällt Mächten, die er nicht bezwingen kann.
In Grillparzers Weltsicht ist die menschliche Leidenschaft als edle, hoch tragende, ungeahnte Kräfte erweckende, läuterungsfähige Kraft ausgeschlossen. Daher konnte er sich einerseits eng an die klare Durchbildung und Gestaltung des Stoffes, an die Formenschönheit der klassischen Dichtung anschließen und blieb andererseits doch durch eine tiefe Kluft von derselben getrennt. Nur in der Darstellung der Liebe, als der natürlichsten, unvermeidlichsten und edelsten Leidenschaft, fand eine Vermittlung statt. Die Hauptstärke Grillparzers lag in der Entwicklung des Liebesgefühls zu einer dramatischen Handlung, weshalb in gewissem Sinn die Tragödien Sappho und Des Meeres und der Liebe Wellen (worin die Sage von Hero und Leander behandelt ist) als seine vollendetsten Werke gelten können.
Von 1821 an, als im Wiener Hofburgtheater die Trilogie Das Goldene Vlies (Wien 1819) mit Erfolg aufgeführt wurde, deren letzter Teil, die Tragödie Medea, rasch über alle deutschen Bühnen ging und durch die Heroinenrolle des Titels sich auf den Brettern behauptete, zählte Grillparzer etwa ein Jahrzehnt lang zu den begünstigten Dramatikern.
1825 wurde die Tragödie König Ottokars Glück und Ende (Wien 1825), 1828 Ein treuer Diener seines Herrn (1830), 1831 Des Meeres und der Liebe Wellen (1840), 1834 das Drama Der Traum ein Leben (1840) mit Erfolg im Wiener Burgtheater aufgeführt. Die Kritik, welche nach 1830 in den deutschen Staaten herrschend und maßgebend wurde, zeigte sich gegen Grillparzer feindselig; seine Vorzüge galten ihr nichts, seine Mängel wusste die jungdeutsche Kritik scharf hervorzuheben. In diesen Zusammenhang ist auch die Rolle von Grillparzers österreichisch beeinflusster Sprache zu stellen, die von ebendieser Kritik als Gegensatz zum ostmitteldeutschen Standard empfunden wurde. Grillparzer war gegen Ende seines Lebens auch vehementer Verfechter eines eigenständigen österreichischen Standards.
Grillparzer selbst litt unter der Ungunst seiner heimischen Zustände. Er blieb lebenslang nur Bräutigam seiner Jugendgeliebten Katharina Fröhlich, weil ihm (wie sein Cousin Hippolyt von Sonnleithner berichtet) „zum Heiraten der Mut fehlte“. Jede größere Reise (1819 Italien, 1826 Deutschland, 1836 Paris, 1843 Athen und Konstantinopel) rückte ihm den Widerspruch zwischen seinen Idealen und den heimischen Verhältnissen deutlich vor Augen.
Trotz seiner unzweifelhaften Loyalität hatte er mit dem Zensurdruck unter Josef von Sedlnitzky zu kämpfen. Viele seiner Gedichte wurden unterdrückt, der Kaiser selbst versuchte die Drucklegung von Ein treuer Diener seines Herrn mittels privatem Ankauf des Stückes zu sabotieren.
Grillparzers Eigenbrötlerei und sein seltsames Verhältnis zum Wiener Theaterleben manifestierten sich anlässlich der Uraufführung des Stücks Der Traum ein Leben im September 1834. Karl Ludwig Costenoble schreibt in seinem Tagebuch:
Graf Czernin hat die Besetzung von „Traum ein Leben“ dem Ermessen Grillparzers überlassen, der für die Rolle des Intriguanten den Heldenvater Anschütz in Vorschlag brachte. Als Deinhardstein ihn auf diesen Missgriff aufmerksam machte und meinte, dass die Rolle dem La Roche gebühre, erwiderte Grillparzer: „I kenn’ den La Roche nit. Seit zehn Jahr’n geh i in kein Theater. I wähl’ nur die Schauspieler, die i kenn’!“
Schließlich gesellte sich 1838 noch eine förmliche Niederlage seines Lustspiels Weh dem, der lügt (Wien 1848) bei der ersten Aufführung im Burgtheater hinzu. Grillparzer beschloss, sich aus der Öffentlichkeit zurückzuziehen, ohne darum der Ausübung der poetischen Kunst zu entsagen. In den nächstfolgenden Jahrzehnten entstanden die Dramen Libussa, Die Jüdin von Toledo, Ein Bruderzwist in Habsburg sowie das stimmungsvolle Fragment Esther und zahlreiche lyrische Dichtungen.
Von seinen Erzählungen sind die Rahmenerzählungen Das Kloster bei Sendomir (1827) sowie Der arme Spielmann (1847) bekannt.

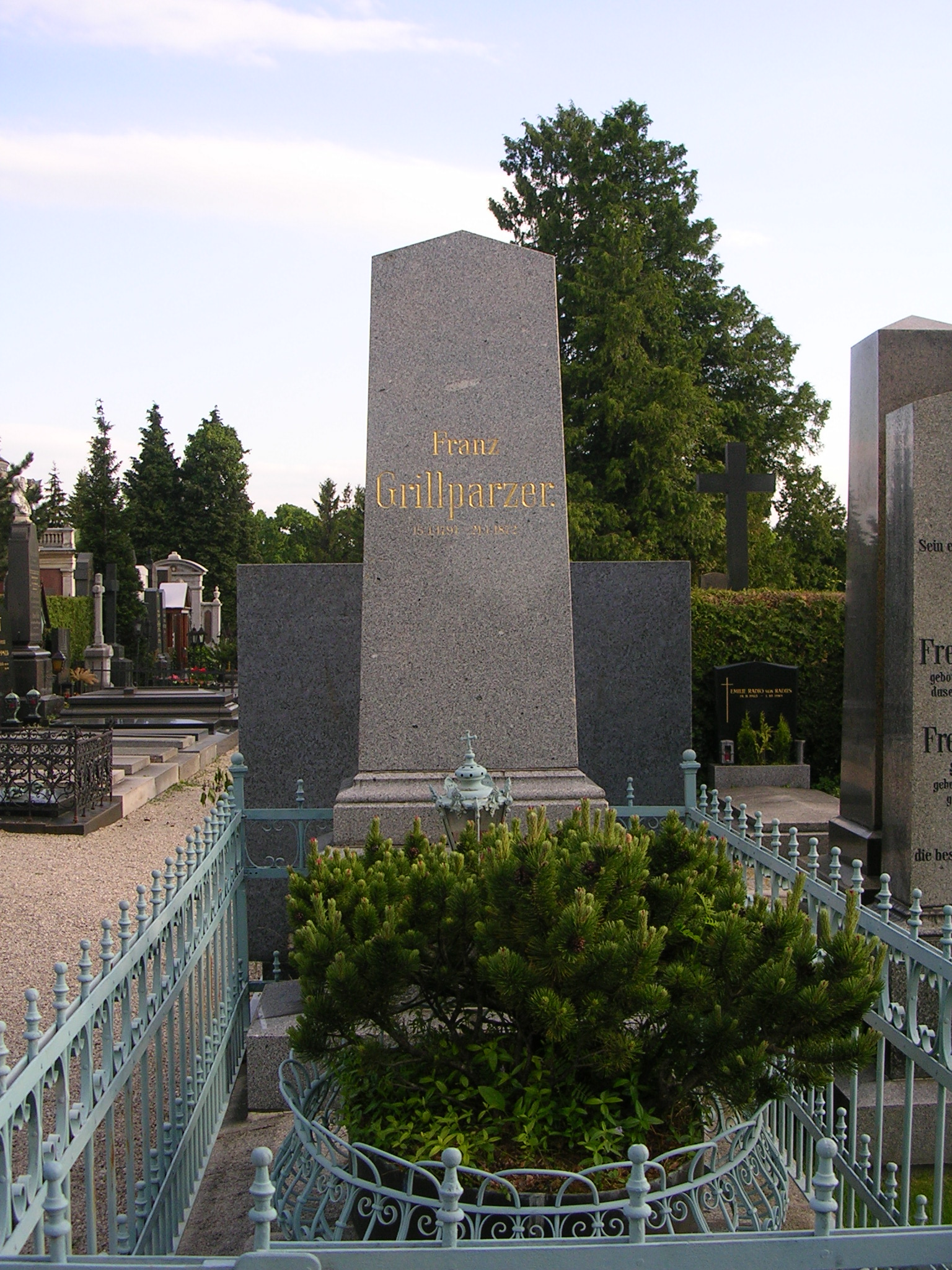
Grabmal auf dem Friedhof Hietzing

Erst seit 1848 drangen wieder einzelne poetische Leistungen Grillparzers an die Öffentlichkeit, so das Lobgedicht An Radetzky („Glück auf, mein Feldherr, führe den Streich! Nicht bloß um des Ruhmes Schimmer – In deinem Lager ist Österreich!“). Um 1850 begann man sich dann in Österreich, vereinzelt auch im gesamten deutschen Raum bewusst zu werden, welch einen Dichter man in Grillparzer besitze. Der alternde Mann erlebte Ehren und Anerkennungen, wurde 1847 zum Mitglied der Kaiserlichen Akademie der Wissenschaften ernannt und durch mehrere Orden ausgezeichnet. 1859 wurde ihm von der Universität Leipzig anlässlich des Schillerfestes der Ehrendoktor verliehen, 1861 wurde er zum lebenslangen Mitglied des österreichischen Herrenhauses, 1864 zum Ehrenbürger seiner Heimatstadt Wien erhoben. 1865 erhielt er die Ehrenbürgerwürde von Baden.
Er starb im Alter von 81 Jahren am 21. Jänner 1872 in seinem Wohnhaus (Wien, Innere Stadt, Spiegelgasse 21) und wurde auf dem Währinger Ortsfriedhof (heute Währinger Schubertpark) beigesetzt. Nach der 1873 erfolgten Schließung des Friedhofs wurden Grillparzers Gebeine 1879 auf den Friedhof Hietzing überführt und in einem ehrenhalber gewidmeten Grab (Gruppe 13, Nummer 107) wiederbestattet. Die Einrichtung von Grillparzers Wohnhaus ist teilweise erhalten geblieben und ist im Wien Museum in einem eigenen Grillparzer-Zimmer ausgestellt.
Die Gesamtausgabe seiner Werke erschien 1909–1942 in 42 Bänden im Verlag Anton Schroll & Co.

## Ehrungen

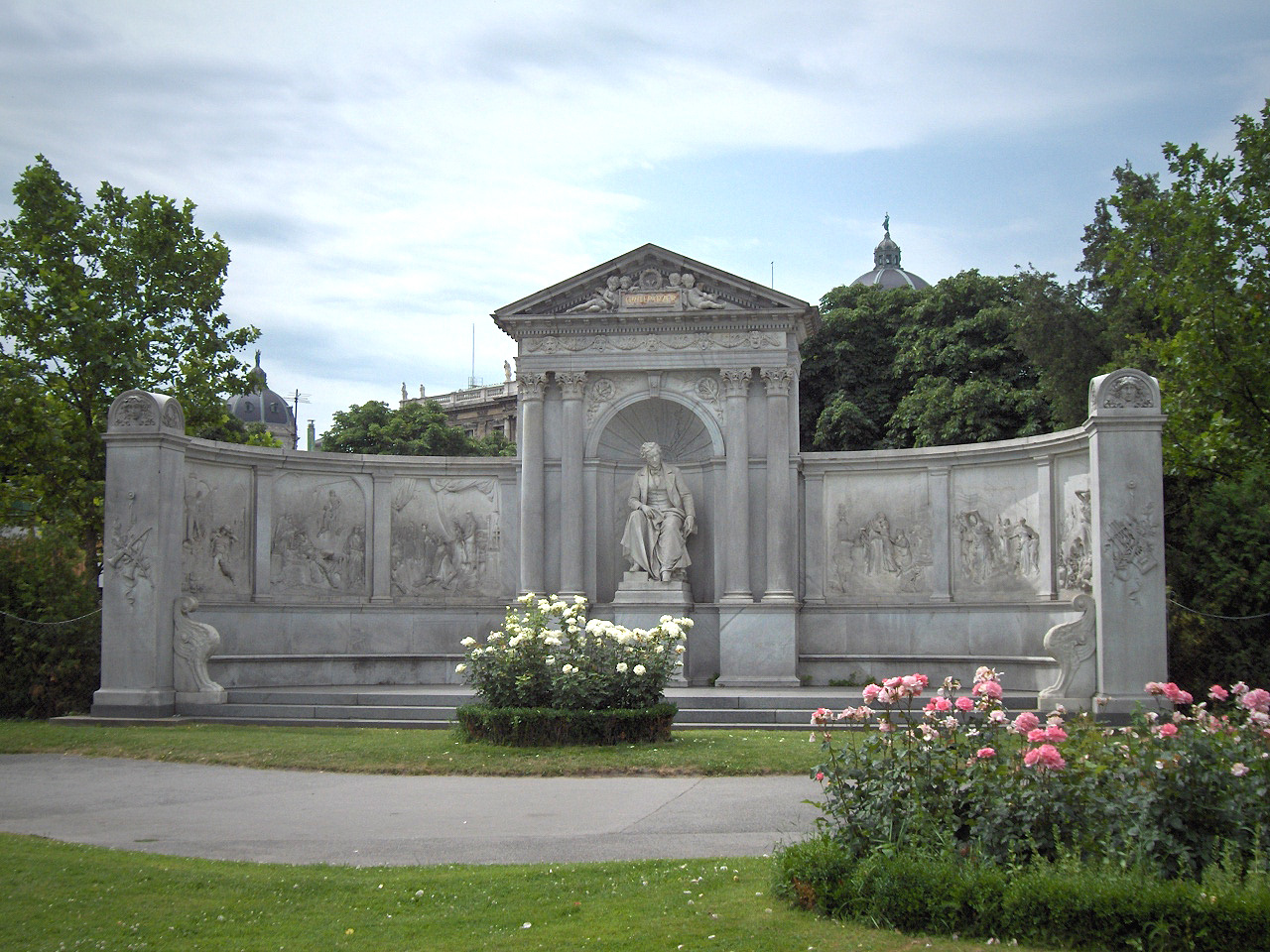
Denkmal im Wiener Volksgarten

- Für seine Ode an Radetzky erhielt er 1850 einen Ehrenbecher, der im Heeresgeschichtlichen Museum in Wien ausgestellt ist.[11]
- Ihm zu Ehren wurde 1889 ein Denkmal im Wiener Volksgarten errichtet, sowie ein weiteres von Leopold Schrödl in Baden.
- In Wien Innere Stadt wurde nach ihm 1873 die Grillparzerstraße benannt. Auch in etlichen anderen Städten, unter anderem in Berlin, Breslau, Dresden, Düsseldorf, Frankfurt am Main, Freiburg im Breisgau, Graz, Innsbruck, Hamburg, Karlsruhe, Linz, Mannheim, München und Salzburg, gibt es Grillparzerstraßen. Durch Eingemeindungen entstandene Doppelbenennungen in Wien wurden zurückgenommen.
- Sein Konterfei zierte die 100-Schilling-Banknote von 1954. Die Münze Österreich prägte 1964 eine 25-Schilling-Gedenkmünze (Brustbild) und 1991 eine 20-Schilling-Kursmünze (Brustbild und Burgtheater).
- Die Österreichische Post emittierte bereits viermal (1931, 1947, 1972 und 1991) Sonderbriefmarken mit Porträts des Schriftstellers.
- Der Grillparzer-Preis und der Grillparzer-Ring wurden nach ihm benannt.
- Der Asteroid 30933 wurde ihm zu Ehren Grillparzer genannt.
- In Linz sowie in St. Pölten sind Volksschulen nach ihm benannt.
- Grillparzer-Gesellschaft

## Werke (Auswahl)

Grillparzer sämtliche Werke, Ausgabe im Cotta-Verlag

### Dramen
- Blanka von Kastilien, Jugenddrama (1807–1809)
- Die Ahnfrau (1817)
- Sappho (1818)[12]
- Das goldene Vlies (1819)
  - 1. Teil: Der Gastfreund
  - 2. Teil: Die Argonauten
  - 3. Teil: Medea
- Melusina (1822/23). Romantische Oper. Musik: Conradin Kreutzer. UA 1833
- König Ottokars Glück und Ende (1825)
- Ein treuer Diener seines Herrn (1830)[13]
- Des Meeres und der Liebe Wellen (1831)
- Der Traum ein Leben (1834)
- Weh dem, der lügt! (1838)
- Libussa (1848)
- Ein Bruderzwist in Habsburg (1848)
- Esther, Dramenfragment (1848)
- Die Jüdin von Toledo (beendet ca. 1855)

### Novellen
- Das Kloster bei Sendomir (1827)
- Der arme Spielmann (1847)

### Weitere Prosawerke
- Autobiographische Schriften
- Tagebücher